# Sonnenlift
De Sonnenlift, gebouwd door SunKid Heege in 2008, is de eerste skilift ter wereld die op zonne-energie werkt. Hij bevindt zich in het skigebied Skiwelt Wilderkaiser-Brixental, in Brixen im Thale om precies te zijn. Toen de Skiweltbahn in Brixen im Thale, een achtpersoonsgondelbaan die het skigebied van Brixen im Thale met de Choralpe in Westendorf verbindt, gebouwd werd, was het niet mogelijk om helemaal terug naar het dalstation te kunnen skiën. Hiervoor moest men nog een lift bouwen: de Sonnenlift. De Sonnenlift is een simpele touwlift die ervoor zorgt dat je makkelijk terug gebracht wordt naar het dalstation van de Skiweltbahn en de Gondelbahn Hochbrixen.
De stroom wordt opgewekt door middel van zonnepanelen die gebouwd zijn op het dak van de Skiweltbahn. Omdat er iets te veel stroom wordt opgewekt, wordt er een gedeelte afgestaan aan het reguliere stroomnet, waardoor de Skiwelt ook een beetje bijdraagt aan een beter milieu als het gaat om huishoudelijk verbruik.

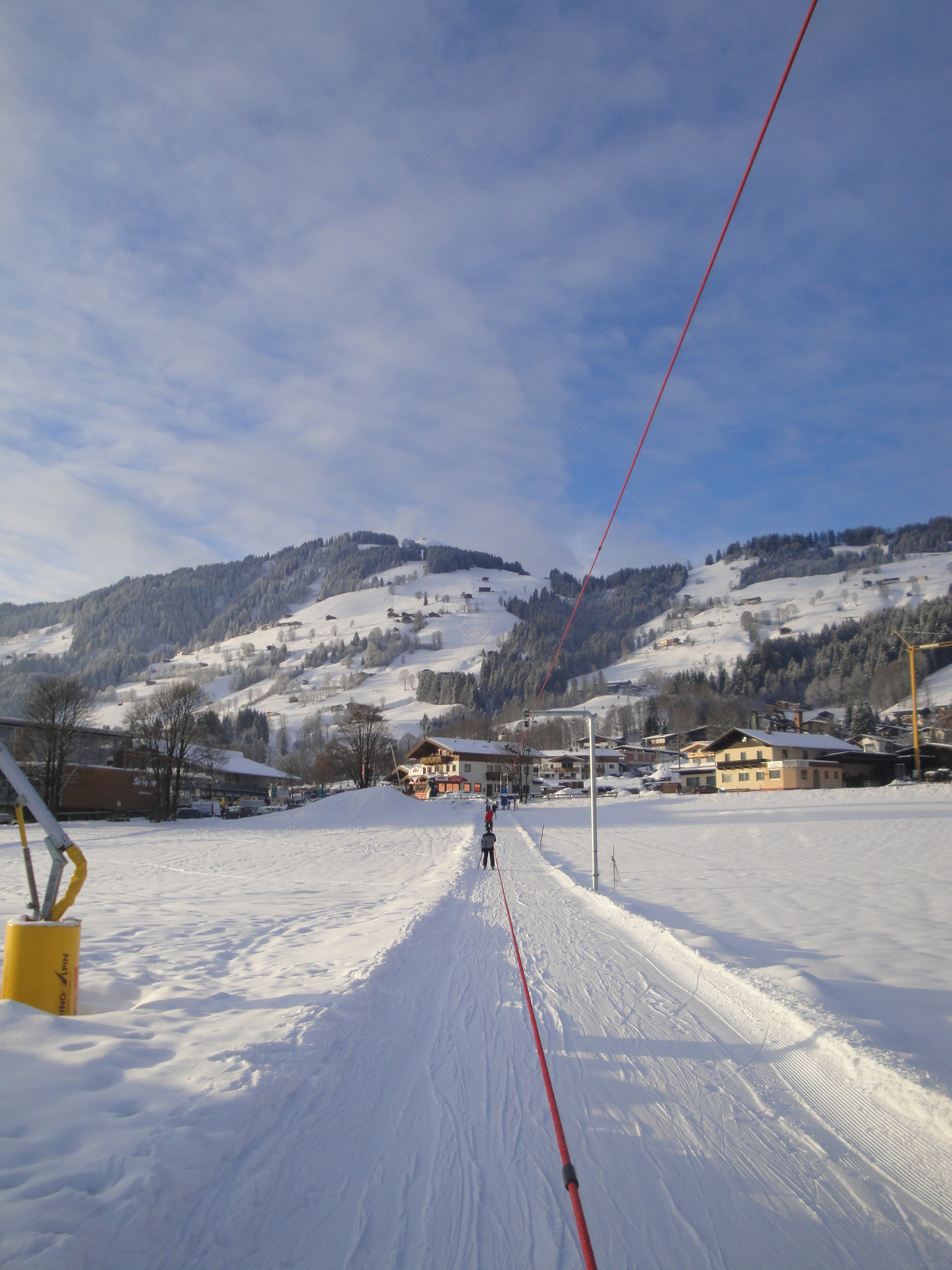
In de Sonnenlift